# Catherine Dumas
Pour les articles homonymes, voir Dumas.
Catherine Dumas, née Lemaria le 13 juillet 1957, est une femme politique française. Membre de l'UMP puis des Républicains, elle est sénatrice de Paris entre 2007 et 2011 puis depuis 2017.

## Biographie
Elle devient sénatrice de Paris le 30 novembre 2007, à la suite de l'élection de Philippe Goujon à l'Assemblée nationale. Elle perd son siège lors des élections de 2011.
Elle soutient la candidature de François Fillon à la présidence de l'UMP lors du congrès d'automne 2012.
Elle est nommée par le ministre de l'Économie Emmanuel Macron présidente du Club des Partenaires du Pavillon de la France de l'exposition universelle de 2015, qui se tient à Milan (Italie).
Pour les élections sénatoriales de 2017, elle est tête de liste à Paris de l'une des trois listes de droite qui se présentent (« Liste Parisienne des Républicains de la droite et du centre »). Elle est élue sénatrice, et conserve son poste à l'issue des élections sénatoriales de 2023.
Le 30 janvier 2024, à la suite de la nomination de Rachida Dati comme ministre de la Culture, elle devient présidente groupe Changer Paris au Conseil de Paris avec 42 votes pour et 9 votes blancs ou nuls.

## Autres mandats et activités
- Conseillère de Paris
- Conseillère régionale d'Île-de-France
- Sénatrice de Paris
- Présidente du groupe Changer Paris au Conseil de Paris
- Membre du conseil d'administration du Théâtre de la Ville